# Фатма-султанија (ћерка Селима I)
Фатма султанија (тур. Fatma Sultan; 1492, Трабзон — 1573, Истанбул) била је султанија Османског царства и ћерка султана Селима I и његове супруге Хафсе Хатун. Њен брат је био султан Сулејман. 

## Младост и први брак
Била је позната под надимком султанија среће и забаве (тур. neşenin ve eğlencenin sultanı), јер како се причало није скидала осмех са лица, а волела је и често да приређује забаве. Удата је 1516. године за Мустафа-пашу, намесника Антакије, где је Фатма и живела. Кроз четири године је Фатма тајно послала своме оцу султану писмо које је тајно допремљено у палату:
```
  Удата сам за такву особу која ме сматра псом! Није било ни часа да сам се смејала откако сам стигла у Антакију, никад нисам обукла кафтан, живим као удовица. Султане мој, тата, спремна сам да се уместо танких огртача обучем грубе, да једем јечмени хлеб, али само дозволи да живим у твојој сенци.
[
1
]
```

Поред тога, Фатма је истакла да је Мустафа-паша хомосексуалац и да није заинтересован за њу. Након тога, њен отац је разрешио брак.

## Други брак
Фатма је склопила следећи брак 1524. године са капичибаши Кара Ахмед-агом, који ће 1534. године постати јањичар. Током наредног периода учествује у походима на Крф и Богдан, а 1540. године именован је за намесника Румелије. Како је Ахмед-паша имао велике заслуге у заузимању Естергона и Источног Београда, већ 1545. године долази у престоницу заједно са Фатмом-султанијом, јер добија чин везира у дивану. Током 1548-1549 године учествовао је у персијском походу. Већ 1552. године је постављен за другог везира.
Након погубљења принца Мустафе, Ахмед-паша постаје Велики везир у октобру 1553. године. Две године касније, 30. септембра 1555. године, Кара Ахмед-паша је задављен током дивана који је водио Сулејман. Прича се да је разлог погубљења био политички маневар; Сулејманова законита супруга Хурем-султанија, која је желела да њен зет Рустем поново постане велики везир, сместила је Ахмед-паши заверу, где је Рустем-паша убедио султана да је примио мито. Фатма-султанија је била озбиљно потрешена и повређена због пашиног смакнућа.

## Трећи брак
Као удовица, остала је у Топкапију наредних пола године.
Након погубљења свог супруга, током марта или априла 1556. године, Фатма је ушла у свађу са султанијом Михримах. Михримах је хтела да на путу ка њеној џамији у Ускудару изради нову џамију, а Фатма се осетила увређено, јер је она наредила да се ту започне изградња џамије у сећање на њеног покојног супруга. Случај је завршио код султана, који није хтео да дозволи изградњу џамије паше којег је он погубио, већ је дозволио Михримах да настави своју замисао. Речено је да је Фатма због тога ушла у директан вербални конфликт са самим султаном Сулејманом, због чега ју је султан протерао из Топкапија и из Истанбула. У међувремену, Хурем-султанија је иступила пред султана и испричала о интригама Фатме-султаније које води у харему. Након тога, Сулејман је одлучио да Фатму уда за евнуха, Хадим Ибрахим-пашу, који је погубио принца Мехмета, сина принца Мустафе. Речено је да је Фатму-султанију брат присилно удао за њега 1556. године као казну због њених интрига. Према изворима, остало је упамћено да у време када се изградила џамија брата Рустем-паше Синана (1556), султанија Фатма се тада удала за Хадим Ибрахима. Брак је трајао до 30. јануара 1563. године, када је Ибрахим-паша преминуо.

## Остатак живота и смрт
Говорило се да се Фатма након 1563. године настанила у павиљону старе Бурсе са својом пратњом, где је и умрла 1573. године (према неким изворима и 1570. године). Сахрањена је поред супруга у гробници Кара Ахмед-паше, која је и изграђена по њеном наређењу и отворена за богослужење 1560. године.
По наређењу Мурата III, који је једној од својих кћери дао име у сећање на њу, саграђена је џамија у Фатмину част 1575. године. Џамија је годинама касније током земљотреса, да би била обновљена 1971. године.